# Alain Cornu
Alain Cornu est un footballeur français né le 12 décembre 1936 au Cannet (Alpes-Maritimes).
Il a évolué comme arrière central principalement à l'OGC Nice.
Il a été sélectionné en équipe de France le 11 avril 1962 pour un match amical.

## Palmarès
- International français A en 1962 (1 sélection)
- Champion de France en 1959 avec l'OGC Nice
- 161 matches et 4 buts marqués en Division 1
- Champion de France D2 en 1965 avec l'OGC Nice